# Araçariguama (kommun)
Araçariguama är en kommun i Brasilien.   Den ligger i delstaten São Paulo, i den sydöstra delen av landet, 900 km söder om huvudstaden Brasília. Antalet invånare är 17 085.
Följande samhällen finns i Araçariguama:
- Araçariguama

Omgivningarna runt Araçariguama är en mosaik av jordbruksmark och naturlig växtlighet. Runt Araçariguama är det ganska tätbefolkat, med 96 invånare per kvadratkilometer.